# Katanvogo
Katanvogo est un village senoufo du nord de la République de Côte d'Ivoire. Il est situé à 15 kilomètres au sud-ouest de Korhogo, dans la sous-préfecture de Tioroniaradougou, département de Korhogo, précisément à mi-chemin entre Dassoungboho et Pinyon. 
La principale activité des habitants reste l'agriculture et l'élevage comme pour la plupart des habitants des autres localités rurales du département de Korhogo. Sur le plan de l'administration officielle, il dépend directement de la sous-préfecture de Tioroniaradougou à laquelle il est lié traditionnellement et historiquement. La population peut être estimée à seulement quelques petits milliers.